# Mirosław Okoński
Mirosław Marian Okoński (né le 8 décembre 1958 à Koszalin en Pologne) est un joueur de football polonais, qui évoluait au poste d'attaquant.

## Palmarès
Legia Varsovie
- Coupe de Pologne : 1980, 1981

 Lech Poznań
- Championnat de Pologne : 1983, 1984
- Coupe de Pologne : 1982, 1984
- Supercoupe de Pologne : 1992

 Hambourg SV
- DFB-Pokal : 1987
- Supercoupe d'Allemagne : finaliste 1987

 AEK Athènes
- Championnat de Grèce : 1989
- Supercoupe de Grèce : 1989
- Coupe de la Ligue grecque : 1990
- Coupe Pré-Méditerranéenne : 1991